# Аллодоксафобия
Аллодоксафо́бия (от др.-греч. ἄλλος — «другой», δόξα — «мнение», φόβος — «страх») — психическое расстройство, характеризующееся подавляющим и иррациональным страхом мнения других людей. Это довольно необычное и редкое заболевание, которое классифицируется как социальная фобия и может проявиться в любой момент жизни человека. Как правило, это связано с опытом в юном возрасте и часто проявляется в период полового созревания. Аллодоксафобы живут в постоянном страхе от вероятности засвидетельствовать мнение людей о себе и своей деятельности. Такие люди понимают, что их фобия является необоснованной и иррациональной, но они не в состоянии её преодолеть. Аллодоксафобия изолирует индивида от общества и затрудняет его профессиональную жизнь.

## Причины
Одними из причин возникновения подобного рода фобии выступают негативные или травматических эпизоды в прошлом, в первую очередь связанных с детством. Часто за развитие аллодоксафобии у растущего ребёнка отвечают воспитатели, учителя или родители. Слова предостережения или критики, направленные в адрес ребёнка, могут привести к подавлению проявлений его собственного мнения. Дети, подвергавшиеся домашнему насилию и регулярным оскорблениям, как никто склонны к развитию аллодоксафобии.
Жертвами страха перед чужим мнением также становятся пассивные или чувствительные люди, которые боятся оценки своей деятельности и репрессий. В условиях постоянной критики в школе или на работе, человек принимает оборонительную позицию, спровоцированную миндалевидным телом. Аналогичная реакция головного мозга возникает снова и снова, когда человек имеет дело со стрессовой ситуацией, подобной той, которую встречал ранее. Эти процессы происходят с целью защитить человека, который затем, чтобы предотвратить свою агрессивную реакцию, пытается игнорировать чужое мнение, направленное в его сторону.
Некоторые другие (внутренние) причины включают в себя наследственные факторы или генетические предрасположенности.

## Особенности поведения при аллодоксафобии
Согласно мнению психологов каждый аллодоксафоб демонстрирует разное поведение при взаимодействии с формальным раздражителем (в условиях аллодоксафобии им выступает общественное мнение или мнение отдельного человека). При развитии фобии ключевую роль играет личное восприятие ситуации человеком. Кто-то категорически не согласен занимать позицию отстранённого и вступает в борьбу не только со своим оппонентом, но и с самой фобией: действия агрессивного характера дают аллодоксафобу ощущение непоколебимости и преимущество над чужим мнением, а значит и над страхом его услышать.
Люди, не склонные к подавлению, наоборот, предпочитают отстраниться и максимально изолироваться от общества, избежать вступления в конфликт, обеспечив тем самым собственный комфорт.

## Симптомы
Люди, подверженные аллодоксафобии, страдают от многих симптомов как физического, так и эмоционального порядка. Во избежание их проявлений люди стараются не сталкиваться с обратной связью любого рода, поскольку часто она вызывает полномасштабное чувство паники, для которого характерны:
1. Повышенное потоотделение
2. Ускоренная частота сердечных сокращений
3. Тошнота
4. Быстрое и поверхностное дыхание
5. Головокружение
6. Повышение артериального давления
7. Неуверенность, отсутствие чувства собственного достоинства
8. Навязчивое желание избежать ситуаций, в которых необходимо выразить собственное мнение

## Лечение
Первым шагом на пути лечения аллодоксафобии является определение причины её появления. После того, как основная причина становится известна, терапевт может помочь человеку контролировать свою реакцию на раздражителей. Обычно это делается с помощью терапии, психотерапевтического консультирования, групповой терапии, гипнотерапии и т. д. Медикаментозное лечение в борьбе с аллодоксафобией менее эффективно и назначается только для снятия симптоматики. Но выздоровление возможно только в том случае, если человек признал наличие у него фобии. Члены семьи играют решающую роль в понимании аллодоксафобом необходимости обратиться за помощью.
В период лечения окружающим пациента людям следует поощрять его попытки выразить своё мнение. Им также стоит проявлять осторожность и выражать свои собственные мысли очень мягко, чтобы аллодоксафоб был способен обрабатывать мнения в малых дозах, постепенно увеличивая их натиск, пока он не будет готов и достаточно уверен в себе, чтобы справиться с ними без паники.
Существует также целый ряд интернет-ресурсов и сообществ, доступных, чтобы помочь людям справиться с этой фобией.